# Willem Einthoven
Willem Einthoven (21 tháng 5 năm 1860 tại Semarang – 29 tháng 9 năm 1927 tại Leiden) là một bác sĩ y khoa và nhà sinh lý học người Hà Lan. Ông đã phát minh điện tâm đồ (viết tắt là ECG hoặc EKG) năm 1903 và được thưởng giải Nobel Y học năm 1924 cho phát minh này.

## Cuộc đời và sự nghiệp
Einthoven sinh tại Semarang trên đảo Java trong vùng Đông Ấn thuộc Hà Lan (nay là Indonesia). Cha ông, một bác sĩ y khoa, từ trần khi Einthoven còn nhỏ. Người mẹ đem các con trở về Hà Lan năm 1870 và định cư ở Utrecht. Năm 1885, Einthoven tốt nghiệp bằng bác sĩ y khoa ở Đại học Utrecht. Năm 1886, ông làm giáo sư tại Đại học Leiden.
Trước thời Einthoven, người ta đã biết rằng việc đập của trái tim tạo ra các dòng điện, nhưng các dụng cụ thời đó không thể đo cách chính xác hiện tượng này nếu không đặt các điện cực vào thẳng trái tim. Bắt đầu từ năm 1901, Einthoven hoàn thành một loạt các nguyên mẫu của một điện kế dây (string galvanometer). Dụng cụ này sử dụng một sợi dây kim loại dẫn điện rất nhỏ dẫn qua giữa các nam châm điện cực mạnh. Khi dòng điện truyền qua sợi dây, thì trường điện từ sẽ làm cho sợi dây rung động. Một ánh sáng chiếu trên sợi dây sẽ hắt bóng (sợi dây) trên một cuộn giấy (chụp) ảnh chuyển động, vì thế tạo thành một đường cong liên tục, chỉ ra hoạt động của sợi dây.
Thiết bị nguyên thủy này đòi phải có nước để làm nguội các nam châm điện, cần phải có năm người để vận hành và cân nặng khoảng 172,400 kg (600 lb). Thiết bị này làm tăng độ nhạy của điện kế tiêu chuẩn để có thể đo được hoạt động điện của trái tim, dù có sự cách điện của thịt và xương.

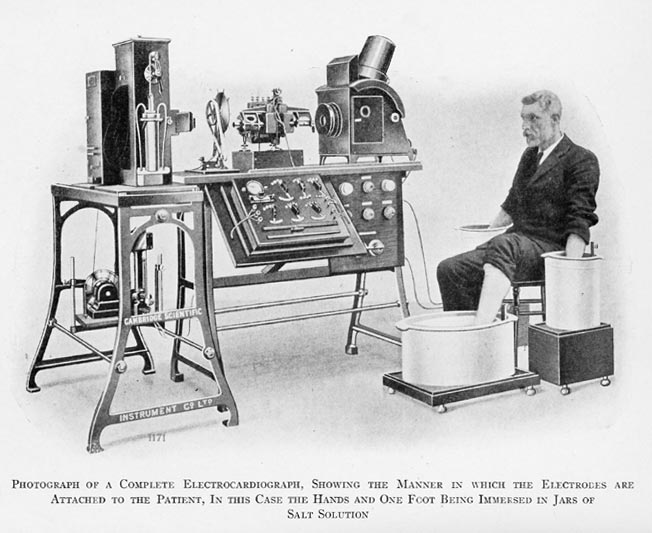
Một máy đo điện tâm đồ thời xưa

Mặc dù các tiến bộ kỹ thuật sau này đã làm cho các máy đo điện tâm đồ tốt hơn và dễ mang đi hơn, phần lớn các thuật ngữ vẫn dùng như mô tả máy đo điện tâm đồ nguyên thủy của Einthoven. Thuật ngữ "Einthoven's triangle" (tam giác của Einthoven) được đặt theo tên ông. Thuật ngữ này nói đến tam giác cân tưởng tượng nghịch đảo, tập trung vào lồng ngực và các điểm là các dây dẫn chính (của máy đo điện tâm đồ) trên các cánh tay và ống chân.
Sau khi phát triển điện kế dây, Einthoven đi vào việc mô tả các nét thể hiện đặc biệt của điện tâm đồ về các bệnh tim mạch. Cuối đời, Einthoven quay sự chú ý của mình vào việc nghiên cứu âm, đặc biệt các âm của tim mà ông nghiên cứu chung với bác sĩ. P. Battaerd.
Ông từ trần tại Leiden, Hà Lan và được an táng tại Nghĩa trang đạo Tin Lành ở số 6 Haarlemmerstraatweg tại Oegstgeest.